# رنا بهادر شاه
رنا بهادر شاه هو سياسي نيبالي، ولد في 25 مايو 1775 في كاتماندو في نيبال، وتوفي بنفس المكان في 25 أبريل 1806. انتخب ملك نيبال ‏ (17 نوفمبر 1777 – 8 مارس 1806).